# Autodrome Saint-Eustache
Der Autodrome Saint-Eustache war eine Motorsport-Rennstrecke in Saint-Eustache in Kanada. Sie umfasste sowohl ein Short Track Oval als auch einen Straßenkurs und wurde 2019 stillgelegt.

## Geschichte
Der Kurs entstand in den 1960er Jahren unter der Leitung des Besitzers des Fury Speedway und wurde in den Anfangsjahren unter dem Namen „Montreal International Dragway“, später als „Circuit Deux-Montagnes“, bekannt. Die als Ersatz für den Fury Speedway gebaute Strecke wurde zuerst für Motorradrennen verwendet; nach größeren Renovierungen 1971 kamen auch Automobilrennen nach Saint-Eustache. Zu den bekannten Rennserien, die auf der Strecke im Laufe der Jahre Rennen austrugen, gehörten die NASCAR Advance Auto Parts Weekly Series und die NASCAR Canada Series.
Der Rennfahrer Claude Aubin erwarb den Kurs 1983 und erweiterte diesen unter anderem um einen Straßenkurs. Ab 1991 wurde der Name zu „Autodrome Saint-Eustache“ geändert, ab diesem Zeitpunkt wurden auch Rennen der CASCAR ausgerichtet. Im Dezember 2007 kaufte ein weiterer Rennfahrer, Alan Labrosse, die Anlage, woraufhin unter anderem die Formel D dort Rennen austrug.
Der von den Rennveranstaltungen verursachte Lärm führte immer wieder zu Protesten. 2018 wurde bekannt, dass der Elektrizitätsversorger Hydro-Québec die Anlage übernehmen würde. Nach einigen letzten Rennen im Jahr 2019 wurde diese Übernahme vollzogen. 2021 wurde die Strecke abgerissen. An ihrer Stelle befindet sich heute ein Lagerkomplex. 

## Die Strecke
Der ursprüngliche Ovalkurs wurde 1983 um einen 1,7 Kilometer langen Straßenkurs erweitert und wurde im Laufe der Jahre für weitere Rennserien angepasst, wie zum Beispiel Drift- und Dragrennen. In seiner längsten Variante zählte der Kurs 15 Kurven.